# ویارئال (تگزاس)
ویارئال (به انگلیسی: Villarreal) یک منطقهٔ مسکونی در ایالات متحده آمریکا است که در شهرستان استار، تگزاس واقع شده‌است. ویارئال ۱۳۱ نفر جمعیت دارد.